# Litoria louisiadensis
„Litoria” louisiadensis – gatunek wyspiarskiego, niezbyt dobrze znanego płaza bezogonowego z podrodziny Pelodryadinae w rodzinie rzekotkowatych (Hylidae), o niepewnej pozycji taksonomicznej.

## Występowanie
Jest to endemit Papui-Nowej Gwinei. Spotyka się go jedynie na dwóch wyspach archipelagu Luizjadów: Rossell i Tagula (Sudest). Zasięg występowania w obrębie tych wysp nie został jednakże dokładnie ustalony i dlatego też nie wiadomo, czy płaz pojawia się w jakimś obszarze chronionym.
Zwierzę zasiedla strumienie w lesie.

## Status
Zwierzę to pojawia się bardzo licznie w sprzyjających mu warunkach środowiskowych, zwłaszcza w nisko położonych leśnych strumieniach.
Trend liczebności populacji oceniany jest jako stabilny.